# Lazarus
Lazarus er et navn, der findes i to forskellige sammenhænge i Det Nye Testamente. 
Lazarus fra Betania er genstand for et mirakel, der berettes om i Johannesevangeliet, hvor Jesus genopvækker ham til livet fire dage efter hans død. 
En anden Lazarus optræder i Jesu lignelse om Lazarus og den rige mand, optegnet i Lukasevangeliet.
Hans danske navn kommer direkte fra latin og stammer fra det græske Lazaros, som igen kom fra aramæisk Lazar. Den ultimative oprindelse er det hebraiske navn Eleazar (אלעזר, El ʿ Azar), der betyder "Gud hjalp"" eller "Gud har hjulpet".